# Théorèmes du bien-être
 (mai 2025).
Si vous disposez d'ouvrages ou d'articles de référence ou si vous connaissez des sites web de qualité traitant du thème abordé ici, merci de compléter l'article en donnant les références utiles à sa vérifiabilité et en les liant à la section « Notes et références ».
 (avril 2021).
Si vous disposez d'ouvrages ou d'articles de référence ou si vous connaissez des sites web de qualité traitant du thème abordé ici, merci de compléter l'article en donnant les références utiles à sa vérifiabilité et en les liant à la section « Notes et références ».
Les deux théorèmes de l'économie du bien-être sont les résultats fondamentaux de la théorie de l'équilibre général telle que formulée par Kenneth Arrow et Gérard Debreu.
Obtenus par une démonstration mathématique, ces théorèmes lient certaines hypothèses sur le fonctionnement économique (concurrence pure et parfaite, homogénéité et continuité des fonctions de production et des fonctions de demande...) et la possibilité d'un état optimum de l'allocation des ressources (optimum de Pareto)

## Deux théorèmes fondamentaux

### Le premier théorème du bien-être ou théorème d'équivalence

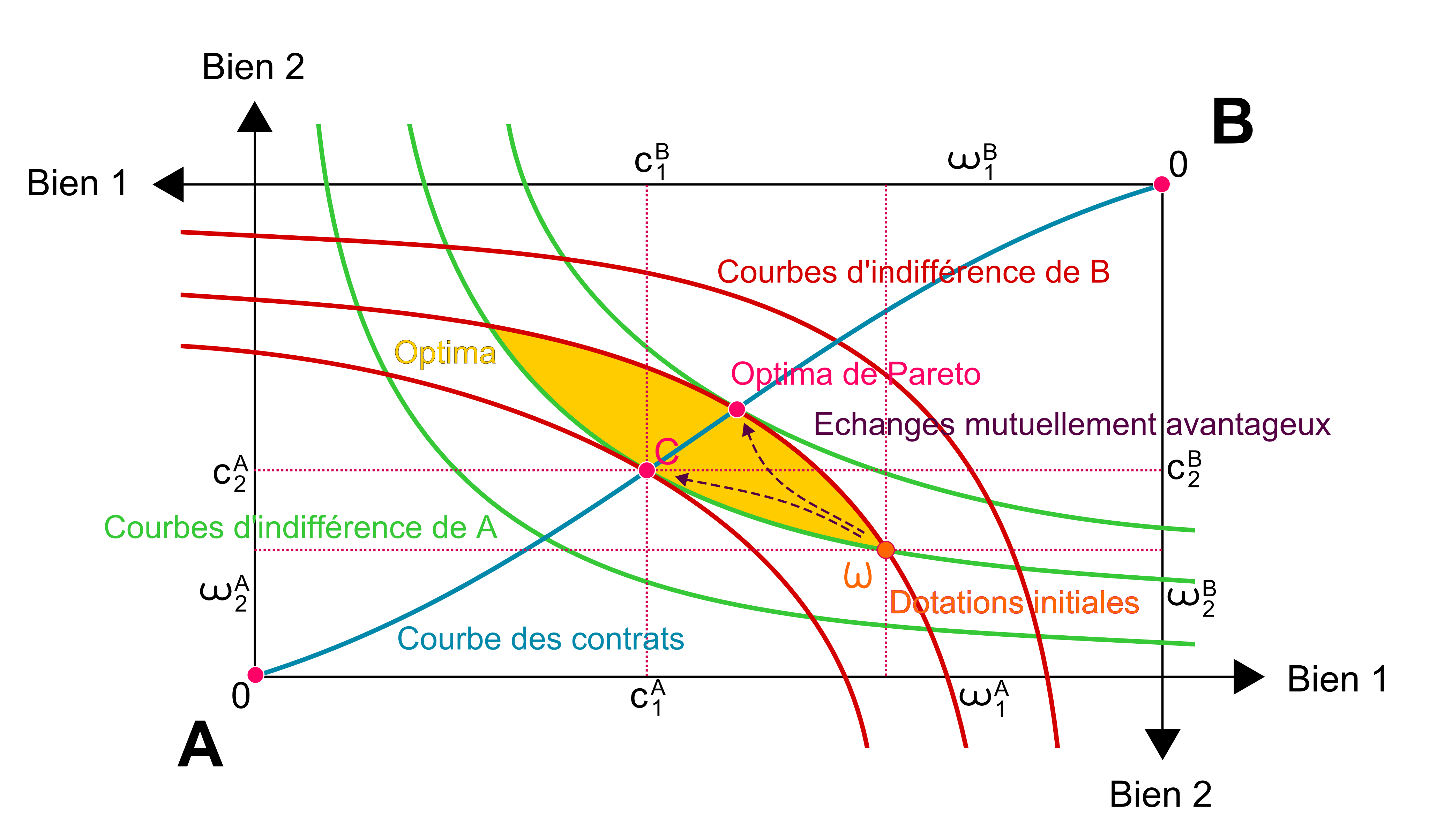
L'optimum de Pareto dans une économie d'échanges 2x2

Selon ce théorème, tout équilibre général en concurrence pure et parfaite est un optimum de Pareto.
L'illustration graphique la plus simple est donnée par la boîte d'Edgeworth ci-contre.
Pour une économie d'échanges dite 2x2 (2 agents, 2 biens), le point W, défini par les dotations initiales de A et B, n'est pas optimal. Il existe des échanges mutuellement avantageux pour A et B qui peuvent conduire à tout point de la zone des optima colorée en jaune. Il n'existe plus d'échanges mutuellement avantageux quand les courbes d'utilité de A et B sont tangentes entre elles, c'est-à-dire en n'importe quel point de la courbe des contrats dessinée en bleu (exemple : le point C).

### Le second théorème du bien-être
Selon ce théorème, tout optimum de Pareto peut être obtenu comme équilibre walrasien après réallocation des dotations initiales.

### Historique
Ces deux théorèmes sont d'abord prouvés dans le cas d'une économie d'échanges, puis dans le cas d'une économie de production par Maurice Allais. Henri Sterdyniak, économiste à Sciences Po, écrit dans un article en son hommage: « La Théorie générale des surplus (Allais, 1981), élaborée pour l’essentiel avant 1974, ne semble pas, pour l’instant, avoir de postérité. Elle présente pourtant de nombreux aspects séduisants : en particulier, l’abandon des hypothèses de convexité, de dérivabilité et de continuité des fonctions de préférence et de production confère à l’analyse une plus grande généralité et un plus grand réalisme. Elle essaie de tenir compte des indivisibilités et des discontinuités. Elle définit l’optimum comme une situation où aucun échange n’est plus possible qui augmenterait le bien-être des deux contractants ; il n’y a pas de surplus réalisable. »,.
Ces démonstrations furent la base de réflexion qui a permis d'étudier les situations où le marché n'est pas efficace au sens de Pareto.
Ces deux théorèmes représentent un couronnement de la théorie néoclassique de l'équilibre général.

## Implications idéologiques des théorèmes
Le premier théorème peut être interprété comme disant qu'il suffit d'organiser une concurrence pure et parfaite pour obtenir un optimum de Pareto (mais il ne dit pas que cette condition est nécessaire). Autrement dit, il affirme que, du seul point de vue du critère de Pareto, il est impossible de faire mieux que le marché lorsqu'il fonctionne de façon parfaite. Il permet ainsi de justifier les efforts politiques pour organiser une concurrence pure et parfaite.
Inversement, le second théorème indique qu'il suffit de faire varier les allocations initiales des agents pour obtenir n'importe quel optimum de Pareto déterminé. Il indique donc que la planification sociale peut être Pareto-optimale et, bien qu'il ne dise pas qu'il s'agisse de la seule méthode, il incite les planificateurs sociaux à jouer sur les allocations initiales pour atteindre leurs buts (plutôt que sur la machine économique).